# 王諷
王諷（？—？），字大忠，直隸徽州府祁門縣在城人，明朝政治人物。嘉靖解元。

## 生平
嘉靖十六年（1537年）丁酉科應天鄉試第一名。二十年上春官不第。三十年任東山書院山長，三十八年出仕为嘉興府秀水縣儒學教諭，四十年任河南鄉試主考官，升國子監博士，不赴；再升南京大理寺評事，不赴。
祁門知縣錢同文曾在重興寺側為王諷修建「石龍精舍」，為其隱居、講學之所。知縣孫光祖重修，並題寫「高尚雲窩」匾額。

## 紀念
縣城曾有解元坊，為當地解元葉琦、鄭維誠、王諷所立。